# Andrew Mawson
Pour les articles homonymes, voir Mawson.
Andrew Mawson, baron Mawson, (né le 8 novembre 1954) est un entrepreneur social britannique.

## Biographie
Andrew Mawson est élevé à Bradford, dans le Yorkshire. Il se forme au ministère chrétien au Northern Baptist College de Manchester sous la direction du directeur Michael H. Taylor. Il obtient un baccalauréat en théologie de l'Université Victoria de Manchester.
Il est surtout connu pour son travail au Bromley by Bow Centre à East London, qui est le premier Healthy Living Centre du Royaume-Uni. Le Bromley by Bow Centre est un organisme communautaire qui englobe un éventail d'entreprises sociales intégrées axées sur l'art, la santé, l'éducation et les compétences pratiques. Mawson reçoit un OBE dans la liste des honneurs du Nouvel An du millénaire pour son travail là-bas depuis 1984.
En 1995, il aide à organiser le Grand Banquet qui permet à 33 000 personnes de prendre un repas avec Adele Blakebrough et Helen Taylor Thompson. En 1998, ces trois personnes fondent le Community Action Network, une organisation caritative nationale britannique, et sont restées à sa tête jusqu'en 2010. Il est également membre fondateur du conseil d'administration de Poplar HARCA . En 2006, il lance l'initiative Water City pour l'Est de Londres avec Richard Rogers visant à revitaliser les voies navigables négligées de l'Est de Londres, en utilisant leur potentiel comme liaisons de transport.
Plusieurs de ses projets sont poursuivis par sa société Andrew Mawson Partnerships, qui entreprend des travaux de régénération à Londres et dans tout le pays.
En 2010, il dirige la régénération de la St Paul's Way Trust School, une école en échec dans l'est de Londres, avec une vision de transformer la zone qui l'entoure.
En février 2007, la Commission des nominations de la Chambre des lords annonce sa nomination comme pair à vie comme crossbencher. Le 29 mars 2007, il est fait baron Mawson, de Bromley-by-Bow dans le Borough londonien de Tower Hamlets.
Mawson critique la fonction publique, les partenariats stratégiques locaux et la plupart des consultations publiques comme étant inefficaces . Son livre de 2008 The Social Entrepreneur: Making Communities Work vise à fournir un guide pratique de l'entrepreneuriat social et à démontrer, à travers ses propres expériences, que le rôle de l'État a souvent étouffé l'innovation. Malgré ses critiques des structures gouvernementales, le livre montre ce qui peut être réalisé avec persévérance.